# Gregori Gallego Marín
Gregori Gallego Marín (Lleida, el Segrià, 1944 — Balaguer, la Noguera, 2004) fou un sindicalista i polític català.
De petit la seva família es traslladà a Balaguer on, posteriorment, desenvoluparia la seva carrera política mentre treballava d'administratiu. Gallego va ser un dels fundadors de les CCOO de Lleida el 1967, ingressant l'any següent al PSUC des d'on participà en les Comissions Pageses i les Comissions Cíviques. El 1971 fou elegit president de la Unió de Tècnics i Treballadors del Sindicat Local Mixt de Balaguer, però el maig de 1972 va ser destituït del càrrec per les mostres de solidaritat que protagonitzà per la causa dels treballadors de la Bazán (Ferrol). El novembre de 1971 va assistir a la constitució de l'Assemblea de Catalunya i el febrer de 1972 va participar en la constitució de l'Assemblea de les Terres de Lleida. Així mateix l'octubre de 1973 fou detingut en la caiguda dels 113 en una reunió de l'Assemblea de Catalunya a l'església de Santa Maria Mitjancera de Barcelona, acusat de formar part de la seva Comissió Permanent. El 1979 es presentà com a cap de llista del PSUC en les eleccions municipals de Balaguer i aconseguí l'alcaldia, càrrec que ostentà fins al 1983. A principis d'aquella dècada deixà la militància del partit i es tornà a presentar a les eleccions però aquest cop en una candidatura independent. Malgrat ser la llista més votada un pacte entre el PSC, AP i PSUC li va prendre l'alcaldia. Aquell estiu ingressà a CDC i entre 1990 i 1995 va exercir de delegat territorial dels departaments de Benestar Social i de Treball a Lleida. Més tard va ser delegat d'Adigsa. El 1996 va publicar el llibre Els anònims de la transició. Historial oral del moviment obrer a Lleida i a Balaguer (1960-1970).